# نيسان كويست
نيسان كويست (بالإنجليزية: Nissan Quest)‏ هي سيارة من صناعة نيسان موتورز وشركة فورد أنتجت في 1992 وتوقف إنتاجها في 1998.